# 23-тя танкова бригада (CPCP)
23-тя танкова Глухівсько-Речицька ордена Леніна Червонопрапорна ордена Суворова бригада — танкова бригада, радянське військове з'єднання за часів Другої Світової війни.

## Історія з'єднання
Бригада була сформована 1 жовтня 1941 року. Район формування — селище Костерьово на схід від Москви. Після формування була направлена на Волоколамське шосе, де підтримувала 316-ту стрілецьку дивізію генерала Панфілова. В ніч на 23 листопада 1941 року на рубежі Зорино — Холщовики залишки бригади прикривали відхід радянських військ на східний берег Істри. На московському напрямку бригада вела важкі оборонні бої до січня 1942 року.
Після переформування (квітень 1942 року) з травня включена до складу 9-го танкового корпусу і воювала в складі корпусу до кінця війни. Брала участь у наступальній операції лівого крила Західного фронту літом 1942 року. З липня 1943 року в битві на Курській дузі.
В ході Чернігівсько-Прип'ятської операції бригада була введена в бій 27 серпня південніше Севську, брала участь у визволенні Глухова, після чого продовжуючи наступ в південно-західному напрямку, до 7 вересня 1943 року вийшла до Десни.
З 24 червня 1944 — участь в Білоруській стратегічній наступальній операції, наступаючи на Бобруйському напрямку. Потім в ході Люблінсько-Берестейської операції звільняла Березино, Слонім і Берестя.
З січня 1945 року, наступаючи в напрямку на південь від Варшави, бригада брала участь у взятті Бидгоща. Потім, під час Східно-померанської і Берлінської стратегічної операції разом з корпусом діяла в складі 3-ї ударної армії. Танки бригади підтримували вогнем групу, яка брала участь у штурмі Рейхстагу.

## Командування
- полковник Бєлов Євтихій Омелянович (з 01.10.1941 до 15.07.1942),
- майор Корбут Петро Юліанович (з 16.07.1942 до 15.10.1942),
- полковник Демидов Михайло Сергійович (з 16.10.1942 до 15.12.1943),
- підполковник Бойко Костянтин Іларіонович (з 16.12.1943 до 15.09.1944),
- полковник Кузнецов Семен Васильович (з 16.09.1944 до 09.05.1945).

## Склад
- Управління бригади
- Рота управління
- Розвідувальна рота
- 23-й танковий полк (до 1942 р.)
- Моторизований стрілецько-кулеметний батальйон (до 1942 р.)
- Зенітний дивізіон
- Ремонтно-відновлювальна рота
- Автотранспортна рота
- Медико-санітарний взвод
- 267-й танковий батальйон (з 1942 р.)
- 269-й танковий батальйон (з 1942 р.)
- Мотострілецький батальйон (з 1942 р.)

## Укомплектованість
- На 28.10.1941 — 34 танки, в тому числі: 4 КВ-1, 11 Т-34, 19 Т-40,
- На 16.11.1941 — 31 танк: 2 КВ, 9 Т-34, 20 легких,
- На 20.12.1941 — 21 танк: 2 Mk-2 і 19 Mk-3,
- На 01.01.1942 — 6 танків: 1 Т-34 та 5 Mk-3.